# NGC 1221
NGC 1221 je galaksija u zviježđu Eridan.

## Vanjske poveznice
- SEDS: NGC 1221